# Gallaba dysthyma
Gallaba dysthyma är en fjärilsart som beskrevs av Turner 1931. Gallaba dysthyma ingår i släktet Gallaba och familjen tandspinnare. Inga underarter finns listade i Catalogue of Life.